# Тюмасева, Зоя Ивановна
Зоя Ивановна Тюмасева (род. 4 августа 1948, Фрунзенский, Куйбышевская область) — российский энтомолог, специалист в области изучения биологии и экологии жесткокрылых семейства Coccinellidae. Также специализируется в области эколого-валеологического образования, кандидат биологических наук (1981), доктор педагогических наук (1996), профессор (1998), заслуженный работник высшей школы Российской Федерации (1999).

## Биография
В 1971 году окончила естественно-географический факультет Уральского государственного педагогического института им. А. С. Пушкина по специальности «биология и химия», а в 1978 году там же аспирантуру по специальности «энтомология». В 1981 году в Биологическом институте СО АН СССР защитила кандидатскую диссертацию на тему «Кокцинеллиды (Coleoptera, Coccinellidae) бассейна среднего течения реки Урал», в 1996 году в Российском государственном педагогическом университете им. А. И. Герцена защитила докторскую диссертацию на тему «Теория и практика эколого-валеологической направленности системы непрерывного биологического образования». В 1998 году присвоено ученое звание профессора по кафедре биологии, медицинской генетики и паразитологии.
С 1979 года работает в Челябинском государственном педагогическом институте (сейчас — Южно-Уральский государственный гуманитарно-педагогический университет). Вначале на кафедре зоологии (с 1984 по 1998 гг. заведовала этой кафедрой). В 1998 году при поддержки ректора вуза, профессора А. Ф. Аменда открыла Институт здоровья и экологии человека, торжественное мероприятие проходило в присутствии Губернатора Челябинской области П. И. Сумина. При институте была открыта кафедра «Валеологии, безопасности жизнедеятельности и медицинской коррекции». В настоящее время возглавляет кафедру безопасности жизнедеятельности и медико-биологических дисциплин при Высшей школе физической культуры и спорта ЮУрГГПУ.
В 1993 году по инициативе З. И. Тюмасевой в университете была открыта аспирантура по специальности «энтомология», а в 1996 году по специальности «теория и методика обучения и воспитания (биология)». Всего под её руководством защищено более 20 кандидатских и 2 докторские диссертации.
В 2008 году в честь профессора З. И. Тюмасевой был назван новый для энтомологии вид бабочки — Dyspessa tyumasevae.
Является членом ряда диссертационных советов, в двух выполняет обязанности заместителя председателя совета.
З. И. Тюмасевой опубликовано свыше 300 печатных работ по актуальным вопросам энтомологии, методики биологического и экологического образования, здоровьесбережения, в том числе монографии, учебные пособия, научные статьи в базах цитирования Scopus, Web of Science, РИНЦ.
За большие успехи в научной, педагогической и общественной деятельности избрана членом ряда общественных академий: МАНЭБ, ПАНИ, МАНПО.

## Награды и звания
- Почетная грамота Совета Министров СССР;
- Почетная грамота Министерства общего и профессионального образования РФ;
- Отличник народного просвещения (1995);
- Медаль «Ветеран труда»;
- Заслуженный работник высшей школы Российской Федерации (1999);
- Медаль ордена «За заслуги перед Отечеством» II степени (2005);
- Заслуженный преподаватель ЮУрГГПУ (2018).